# Magnetyczna liczba Reynoldsa
Liczba Reynoldsa magnetyczna – w dynamice plazmy stosunek natężenia pola magnetycznego wzbudzonego w płynącej plazmie {\displaystyle \mathbf {H} _{i}} do natężenia zewnętrznego pola magnetycznego {\displaystyle \mathbf {H} _{z}.}
{\displaystyle Re_{m}={\frac {\mathbf {H} _{i}}{\mathbf {H} _{z}}}.}
Jest to parametr bezwymiarowy określający zachowanie plazmy w przybliżeniu magnetohydrodynamicznym.
Liczba Reynoldsa magnetyczna może służyć jako kryterium wmrożenia pola magnetycznego. W przypadku dużych LRM pole magnetyczne jest wmrożone, w przypadku małych – swobodnie przenika do plazmy.
Liczbę Reynoldsa magnetyczną określa wzór:
{\displaystyle Re_{m}={\frac {4\pi \sigma _{0}Lv}{c^{2}}},}
gdzie:
{\displaystyle \sigma _{0}} – przewodność zależna tylko od właściwości plazmy,
{\displaystyle L} – charakterystyczny wymiar liniowy plazmy,
{\displaystyle v} – prędkość ruchu ośrodka,
{\displaystyle c} – prędkość światła.
Prawdziwa jest też zależność:
{\displaystyle Re_{m}={\frac {S}{A}},}
gdzie:
{\displaystyle S} – liczba Stewarta,
{\displaystyle A} – liczba Alfvéna.
Liczba ta nazwę swoją wzięła od Osborne’a Reynoldsa – irlandzkiego inżyniera.
Związkiem wyjściowym do wyprowadzenia liczby Reynoldsa magnetycznej jest jedno z podstawowych równań magnetycznej dynamiki gazów. Równanie dyfuzji pola magnetycznego opisujące odstępstwa od prawa wmrożenia
{\displaystyle {\frac {\partial \mathbf {H} }{\partial t}}={\text{rot}}\left(\mathbf {u} \times \mathbf {H} \right)-{\frac {c^{2}}{4\pi \sigma _{0}}}\Delta \mathbf {H} ,}
gdzie:
{\displaystyle \mathbf {u} } – prędkość ruchu ośrodka,
{\displaystyle \mathbf {H} } – natężenia pola magnetycznego.
Następnie, sposobem przyjętym w teorii podobieństwa, analizę równania różniczkowego przeprowadza się poprzez ocenę rzędu wielkości stosunku różnych wyrazów (otrzymane wielkości bezwymiarowe nazywane są liczbami podobieństwa). Zatem pierwszy wyraz prawej strony równania opisuje pole wmrożone i ma rząd wielkości
{\displaystyle {\text{wmro}}{\dot {\text{z}}}{\text{enie}}={\text{rot}}\left(\mathbf {u} \times \mathbf {H} \right)\approx {\frac {vH}{L}}.}
Drugi wyraz opisuje dyfuzję pola magnetycznego i ma rząd wielkości
{\displaystyle {\text{dyfuzja}}={\frac {c^{2}}{4\pi \sigma _{0}}}\Delta \mathbf {H} \approx {\frac {c^{2}H}{4\pi \sigma _{0}L^{2}}}.}
Stosunek tych wyrazów to szukany parametr
{\displaystyle {\frac {{\text{wmro}}{\dot {\text{z}}}{\text{enie}}}{\text{dyfuzja}}}={\frac {4\pi \sigma _{0}Lv}{c^{2}}}=Re_{m}.}